# Ceraclea joannae
Ceraclea joannae là một loài Trichoptera trong họ Leptoceridae. Chúng phân bố ở miền Tân bắc.